# Quantos Possunt ad Satanitatem Trahunt
Quantos Possunt ad Satanitatem Trahunt è l'ottavo album in studio del gruppo black metal norvegese Gorgoroth, pubblicato da Regain Records il 21 ottobre 2009 in Europa e l'11 novembre negli Stati Uniti.
Infernus, chitarrista e membro fondatore della band, iniziò a concepire l'idea di quest'album attorno all'ottobre 2006 e ne cominciò la composizione nel marzo 2007, quando fu scarcerato su libertà condizionale. Il titolo dell'album fu rivelato poco dopo l'inizio della disputa legale sui diritti del marchio Gorgoroth tra Infernus e gli ex componenti Gaahl e King ov Hell, passando così in qualche modo in secondo piano.
Il disco ha segnato il ritorno di Pest alla voce e il debutto di Tomas Asklund (ex-Infernal, ex-Dissection, ex-Dark Funeral) alla batteria e di Bøddel (Obituary) al basso.
Infernus ha citato Adamo di Brema come ispirazione per il titolo, anche se non ne ha spiegato il significato. Il disco ha ricevuto recensioni generalmente positive.

## Tracce
1. Aneuthanasia – 2:19
2. Prayer – 3:33
3. Rebirth – 6:34
4. Building a Man – 3:23
5. New Breed – 5:29
6. Cleansing Fire – 3:13
7. Human Sacrifice – 3:46
8. Satan-Prometheus – 5:37
9. Introibo ad Alatare Satanas – 0:53

## Formazione
- Pest – voce
- Infernus – chitarra
- Bøddel – basso
- Tomas Asklund – batteria

### Crediti[8][9]
- Infernus - arrangiamenti, mastering
- Christian Misje - design, fotografia
- Tomas Asklund - ingegneria del suono, missaggio, mastering
- Mats Lindfors - mastering